# Kotaro Uchikoshi
Kotaro Uchikoshi (en japonais : 打越 鋼太郎 (Uchikoshi Kōtarō)), né le 17 novembre 1973, au Japon, à Higashimurayama, est un directeur et scénariste de jeu vidéo. Il est surtout connu pour son travail sur les jeux de type visual novel comme les séries Infinity et Zero Escape. Il a également travaillé au concept de la série animée The Girl in Twilight (en).

## Biographie
Kotaro Uchikoshi est né le 17 novembre 1973 à Higashimurayama, dans la préfecture de Tokyo,.
Il a commencé sa carrière dans l'industrie vidéoludique en 1998 avec la société KID,.
Après avoir quitté Spike Chunsoft en 2018 il est cofondateur (avec entre autres Kazutaka Kodaka, réalisateur de Danganronpa) du studio Too Kyo Games, qui publie son premier jeu AI : The Somnium Files en 2019 et annonce un autre jeu Death March Club pour 2020,.

## Thèmes et style d'écriture
C'est un écrivain de science-fiction, il écrit relativement souvent des histoires avec des personnages bloqués voire enfermés dans des lieux clos à l'instar d'Ever17: The Out of Infinity et la série des Zero Escape.

## Œuvre

### Ludographie
| Année | Titre                                 | Rôle(s)                                | Ref.   |
| ----- | ------------------------------------- | -------------------------------------- | ------ |
| 1999  | Pepsiman                              | Modeleur 3D                            | [ 3 ]  |
| 1999  | Memories Off                          | Planificateur, scénariste              | [ 3 ]  |
| 2000  | Infinity                              | Scénariste                             | [ 9 ]  |
| 2000  | Never 7: The End of Infinity          | Planificateur, scénariste              | [ 3 ]  |
| 2001  | Memories Off 2nd                      | Planificateur, scénariste              | [ 3 ]  |
| 2001  | Close To: Inori no Oka                | Scénariste                             | [ 10 ] |
| 2002  | Ever 17: The Out of Infinity          | Planificateur, scénariste              | [ 3 ]  |
| 2003  | Visual novel érotique non-identifié   | Scénariste                             | [ 3 ]  |
| 2004  | Remember 11: The Age of Infinity      | Planificateur, scénariste              | [ 3 ]  |
| 2006  | Eve: New Generation                   | Planificateur, scénariste              | [ 3 ]  |
| 2006  | Kamaitachi no Yoru Niwango-ban        | Scénariste                             | [ 3 ]  |
| 2008  | 12Riven: The Psi-Climinal of Integral | Planificateur, scénariste              | [ 3 ]  |
| 2009  | Nine Hours, Nine Persons, Nine Doors  | Réalisateur, planificateur, scénariste | [ 3 ]  |
| 2012  | Zero Escape: Virtue's Last Reward     | Réalisateur, planificateur, scénariste | [ 3 ]  |
| 2013  | Steins;Gate: Linear Bounded Phenogram | Scénariste invité                      | [ 3 ]  |
| 2016  | Punch Line                            | Scénariste                             | [ 11 ] |
| 2016  | Zero Time Dilemma                     | Réalisateur, scénariste                | [ 12 ] |
| 2019  | AI: The Somnium Files                 | Réalisateur, scénariste                | [ 13 ] |
| 2021  | World's End Club                      | Réalisateur, scénariste                | [ 14 ] |

### Autres
| Année | Titre                       | Média       | Rôle(s)    | Ref.   |
| ----- | --------------------------- | ----------- | ---------- | ------ |
| 2015  | Punch Line                  | Anime       | Scénariste | [ 15 ] |
| 2015  | Punch Line Max              | Manga       | Concept    | [ 16 ] |
| 2017  | The Pop Star's Room of Doom | Escape room | Scénariste | [ 17 ] |